# Енді Гуперман
Енді Гуперман (нід. Andy Hoepelman, 26 березня 1955) — нідерландський ватерполіст.
Бронзовий призер Олімпійських Ігор 1976 року.